# Ceresium lanigerum
Ceresium lanigerum är en skalbaggsart som beskrevs av Fauvel 1906. Ceresium lanigerum ingår i släktet Ceresium och familjen långhorningar. Inga underarter finns listade i Catalogue of Life.